# پریگو (کامین)
پریگو (به فرانسوی: Périgueux) یک کامین در فرانسه است که در دوردون واقع شده‌است.

## خصوصیات
پریگو ۹٫۸۲ کیلومترمربع مساحت و ۲۹٬۰۸۰ نفر جمعیت دارد و ۱۰۱ متر بالاتر از سطح دریا واقع شده‌است.

## خواهرخوانده
شهر آمبرگ خواهرخواندهٔ پریگو هست.